# Должок (Ямпольский район)
Должо́к (укр. Довжок; до 1946 г. — Кетросы) — село на Украине, находится в Ямпольском районе Винницкой области.
Код КОАТУУ — 0525682401. Население по переписи 2001 года составляет 2013 человек. Почтовый индекс — 24544. Телефонный код — 4336. Занимает площадь 8,05 км².

## История
Село Кетросы упоминается в источниках с XVIII ст. Основано не ранее конца XVII века. На карте Гийома Левассера де Боплана не обозначено, однако уже в 1705 году построена деревянная церковь Воздвижения Честного Креста. Разобрана в 1860 г. Новый каменный пятикупольный храм за счет казны и «стараніемъ землевладѣльца Тихона Петровича Бѣднякова» построен в 1853—1868 гг. (разрушен в 30-е гг. XX ст.). Вероятнее всего, село основано молдавскими (волошскими) переселенцами. Название происходит от молд. «кетрос» (кетросу) — «каменистый».
В 1946 году указом ПВС УССР село Кетросы переименовано в Должок.

## Религия
В селе действует Крестовоздвиженский храм Ямпольского благочиния Могилёв-Подольской епархии Украинской православной церкви Московского Патриархата.

## Адрес местного совета
24544, Винницкая область, Ямпольский р-н, с. Должок, ул. Ленина, 89